# Thomas James (Seefahrer)

Thomas James

Thomas James (* 1593; † 1635) war ein englischer Seefahrer, der sich bei der Suche nach der Nordwestpassage und der Erkundung der Hudsonbay einen Namen machte.
1631 brach James mit dem Schiff Henrietta Maria in die Hudsonbay auf. Er erkundete die Küste der Bucht, der südliche Teil trägt heute seinen Namen (James Bay). Nach der Überwinterung auf Charlton Island setzte er seine Expedition im Sommer 1632 ins Nordpolarmeer fort.
James, der während seiner Expedition mehrmals dem Tode nah war und letztlich scheiterte, fasste seine Erlebnisse im Buch The Strange and Dangerous Voyage of Captaine Thomas James (1633) zusammen. Dieses Werk inspirierte den englischen Dichter Samuel Taylor Coleridge angeblich zum Gedicht The Rime of the Ancient Mariner.
| Personendaten    | Personendaten        |
| ---------------- | -------------------- |
| NAME             | James, Thomas        |
| KURZBESCHREIBUNG | englischer Seefahrer |
| GEBURTSDATUM     | 1593                 |
| STERBEDATUM      | 1635                 |